# Cambridge
|  | Per a altres significats, vegeu «Cambridge (desambiguació)». |

Cambridge és una ciutat universitària antiga d'Anglaterra i la capital del comtat de Cambridgeshire. És a uns 90 quilòmetres de Londres. La seva fama es deu a la Universitat de Cambridge, que inclou els Laboratoris Cavendish (denominats així en honor de Henry Cavendish), el cor de la capella de King's College i la Biblioteca de la Universitat. Aquests dos últims edificis sobresurten respecte a la resta de la ciutat. D'acord amb el cens de 2011, la ciutat tenia 123.967 (el 2001 eren 108.863 dels quals 22.153 estudiants).

## Història

### Prehistòria
Se sap de l'existència d'assentaments humans a l'àrea des de l'època de l'Imperi Romà. La més antiga i inobjectable prova d'ocupació del lloc és un conjunt d'armes de cacera, aquest correspon al final de l'edat del bronze, al voltant de l'any 1000 aC. Hi ha encara més proves que a l'edat de ferro, una tribu alemanya es va assentar al pujol de Castle Hill el segle i aC.

### Dins l'Imperi Romà
El primer desenvolupament considerable va començar l'any 40 dC a Castle Hill, que va fer de Cambridge un punt militarment estratègic, per a vigilar el riu Cam. També era el punt d'encreuament de la Via Devana, que connectava Colchester, Essex amb les barraques de Lincoln la zona nord. Aquest assentament romà possiblement es denominava Duroliponte, que vol dir pont sobre el duro o duroli, que sembla provenir de la paraula cèltica per a dir aigua.
L'assentament va romandre un centre regional, fins i tot 350 anys després de l'ocupació romana, al voltant de l'any 400 aC. Encara s'hi poden veure els murs d'edificacions i els camins romans.

### Temps viking i saxó
Després de la partida dels romans, els saxons van dominar els territoris de Castle Hill i els voltants. Restes humanes i altres objectes s'hi han trobat. Durant el domini dels anglosaxons, Cambridge es va beneficiar de les bones rutes comercials per creuar els terrenys pantanosos de l'est d'Anglaterra. Tanmateix, al voltant del segle vii, visitants de la ciutat veïna, Ely, reportaven la greu baixada soferta a l'activitat de Cambridge. Cambridge figura com Grantebrycge a les cròniques anglosaxones.
L'arribada dels vikings a Cambridge s'ha registrat a la Crònica anglosaxona al 875. La regla dels Vikings, el Danelaw, i va ser imposada l'any 878. Les grans dots comercials dels Vikings van fer que Cambridge creixés ràpidament. Durant aquest període, el centre de la ciutat va passar de Castle Hill, al marge esquerre del riu, fins a l'àrea ara coneguda com el Quayside al marge dret. Després del període viking els saxons van gaudir d'un breu retorn al poder, i van construit l'Església de Sant Bene't l'any 1025, que encara existeix al carrer Bene't.

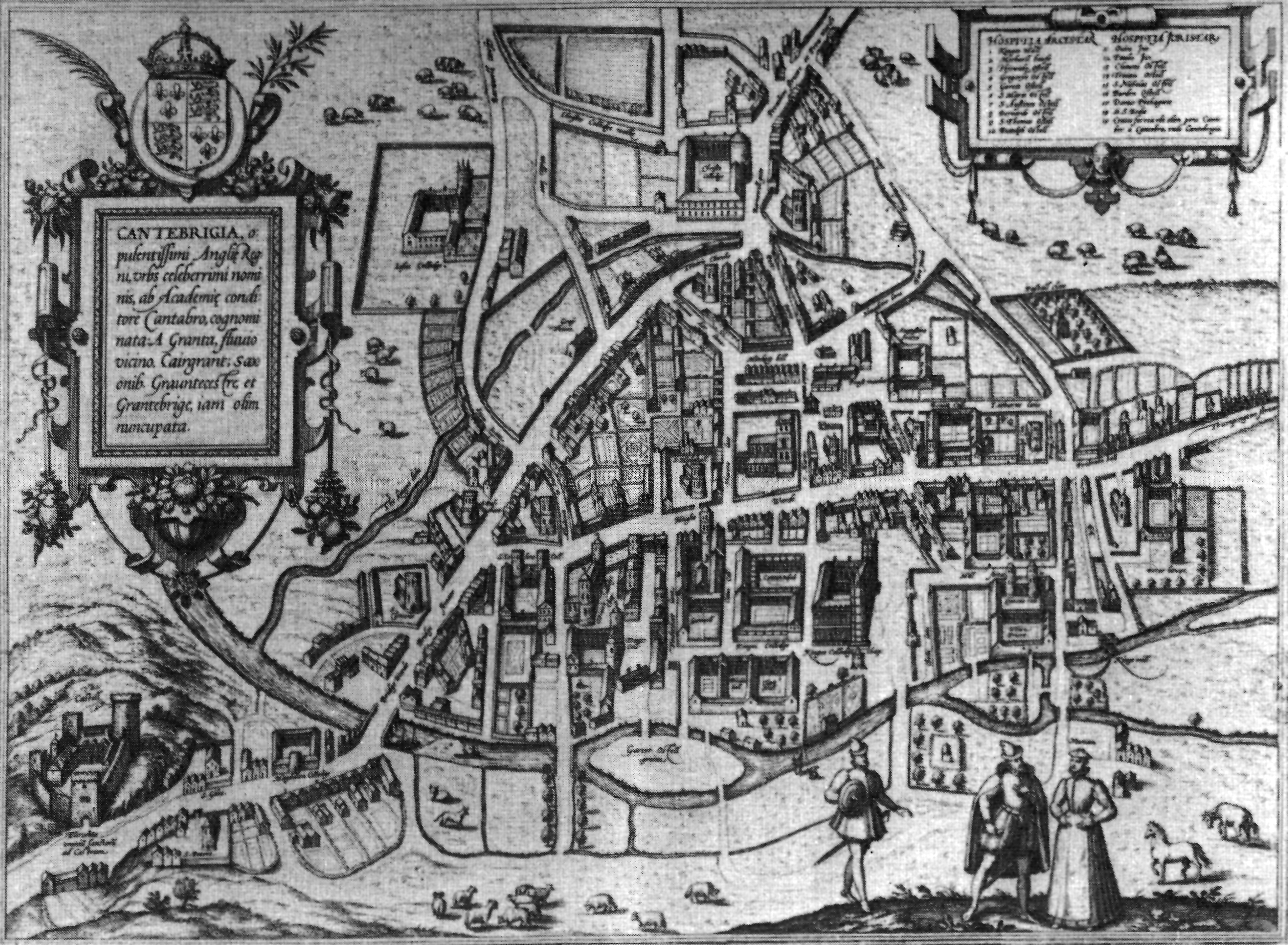
Cambridge l'any 1575

### Temps Normands
L'any 1068, dos anys després de la conquesta d'Anglaterra, Guillem I d'Anglaterra va construir un castell a Castle Hill. Com la resta del regne recentment conquerit Cambridge va caure sota el control del rei i els seus representants. L'església Round Church data d'aquest període. Durant aquesta època, el nom de la ciutat va canviar a Grentabrige o Cantebrigge (GrantBridge), perquè el riu que la recorria s'anomenava Granta.
Un temps després, el nom de la ciutat va canviar a Cambridge, encara que el riu Cam, encara es diu popularment Granta — actualment, l'Upper River (el tram entre el Millpond i el Granchester) és conegut com a Granta. El nom en gal·lès de la ciutat, sempre és Caergrawnt (més o menys anàloga a Grantchester, que també és el nom d'una ciutat prop de Cambridge). Va ser després que el riu es va dir Cam, per analogia amb el nom Cambridge. La universitat, creada el 1209, utilitza un adjectiu llatí, cantabrigiensis (normalment reduït a cantab) que vol dir «de Cambridge», però aquest adjectiu, és òbviament un retrònim del mot en anglès.

### Inicis de la Universitat
L'any 1209, uns estudiants que van subir hostilitat a Oxford, hi van fugir i crear una nova universitat. El col·legi major més antic, el Peterhouse, es va fundar l'any 1284 i encara existeix. Una de les construccions més ben conegudes de Cambridge: King's College Chapel, va ser construïda a partir de l'any 1446 pel rei Enric VI d'Anglaterra. El projecte es va acabar l'any 1515 durant el regnat del rei Enric VIII d'Anglaterra.

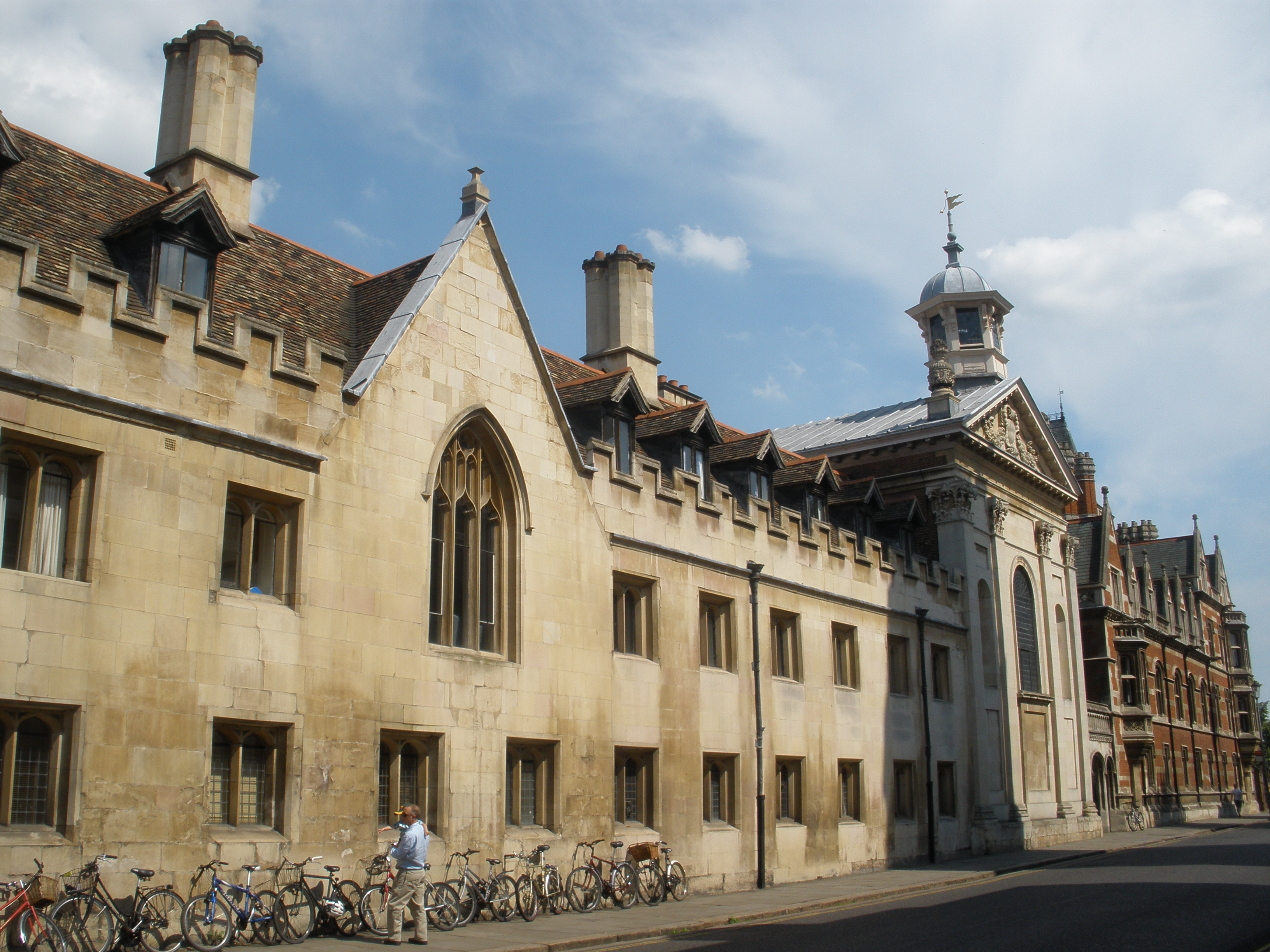
El Pembroke College, Cambridge va ser el tercer college fundat a la Universitat de Cambridge.

La Cambridge University Press es va originar amb una llicència d'impressió expedida el 1534. El Hobson's Conduit, (‘canal de Hobson’) el primer projecte per portar aigua neta a la ciutat, va ser construïda el 1610, que subsisteix fins avui. L'hospital d'Addenbrooke, va ser fundat el 1766. El ferrocarril i l'estació de Cambridge van ser construïts l'any 1845. Segons la llegenda, la universitat va imposar el lloc «Lluny del centre de la ciutat, d'aquesta manera l'accés ràpid a Londres no distraurà els estudiants de la seva feina» de qualsevol manera, no hi ha cap constància escrita d'aquesta noció.

### Segle XX
Tot i tenir una universitat, a Cambridge no se li va concedir la carta de la ciutat fins al 1951. Cambridge no té cap catedral, tradicionalment un requisit per tindre l'estatut de ciutat, forma part de la diòcesi d'Ely de l'Església d'Anglaterra. Molts dels edificis del centre són les escoles afiliades a la Universitat de Cambridge, incloent-hi el King's College i el Magdalene College. Escoles com el Trinity College i el Col·legi i el St John's van obtenir terrenys significatius tant dins com fora de la ciutat: El Trinity és el propietari del Parc de Ciència de Cambridge, i també del port de Felixstowe, el Sant John's és el propietari del St. John's innovation centre, proper al Parc de les Ciències, i molts altres edificis del centre de la ciutat.
L'ajuntament de Cambridge té previst renovar l'àrea al voltant de la sala de concerts de Corn Exchange.

## Govern
Cambridge és un districte no metropolità regit per l'ajuntament de Cambridge. Aquesta ciutat és un dels cincs districtes al comtat de Cambridgeshire, i es troba rodejada per totes bandes, principalment pel districte rural del Sud de Cambridgeshire. De fet, és l'únic districte a Anglaterra que és completament envoltat per un altre. L'ajuntament de la ciutat és al Guildhall a la plaça del mercat. La carta reial del rei John l'any 1207, va permetre el nomenament d'un batlle, el primer batlle del qual hi ha constància és Harvey FitzEustace el 1213. Cambridge forma part del Comtat de Cambridgeshire. La ciutat és dividida en catorze barris electorals: Abbey, Arbury, Castle, Cherry Hinton, Coleridge, East Chesterton, King's Hedges, Market, Newnham, Petersfield, Queen Edith's, Romsey, Trumpington i West Chesterton.

## Geografia
| Girton       | Histon i Impington | Milton    |
| Coton        |                    | Teversham |
| Grantchester | Great Shelford     | Fulbourn  |

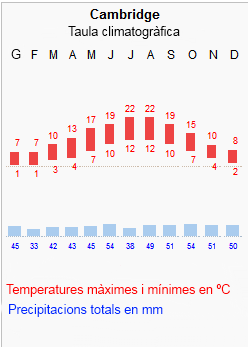
Taula climatogràfica de Cambridge

Cambridge és a uns 90 km al nord-est de Londres, en una plana baixa, que varia entre els 6 metres i els 24 metres sobre el nivell del mar. El riu Cam passa pel mig de la ciutat. El nom deriva del nom del riu. És al sud dels Fens, una regió natural d'aiguamolls, a mesura que la ciutat creixia, es van assecar pantans.
Com la majoria de les ciutats, Cambridge, va eixamplar i es van crear molts suburbis amb habitatge d'alta densitat. El centre de la ciutat de Cambridge té molt de botigues, edificis històrics, i àmplies zones verdes, com ara Jesus Green, Parker's Piece i Midsummer Common. Molts carrers centrals es van pacificar.

## Transport
Cambridge té un petit aeroport sense gaire destinacions. L'aeroport més pròxim és London Stansted, a una mitja hora al sud de Cambridge per l'autopista M11. Per a vols internacionals, Heathrow és a uns 110 km al sud-est per l'autopista M25.
És a una hora de Liverpool Street station i de King's Cross de Londres. Te connexions regulars amb Londres, Birmingham, Brighton, Norwich, Stansted Aeroport i Ipswich.
Al centre hi ha l'estació d'autobusos interregionals Cambridge Bus Station.

## Turisme
Cambridge té una gran riquesa de museus i galeries així com una àmplia varietat d'activitats culturals. Per al lleure hi ha, entre molts altres, llocs coneguts com ara el Corn Exchange o el Cambridge Arts Theatre.

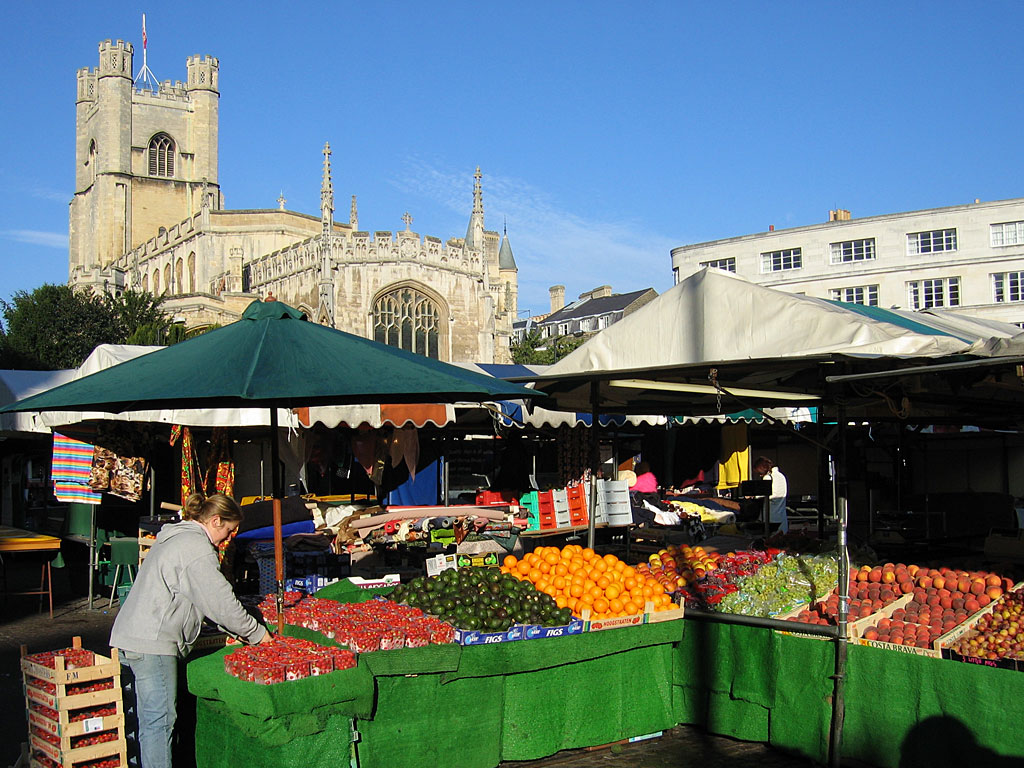
Mercat de Cambridge

Una de les visites més boniques és el King's College amb la capella al mig d'uns grans jardins.
Un altre clàssic és un passeig en barca amb una punt pel riu Cam, que travessa tota la ciutat. Estudients solen fer de «punter» i guia i hi troben un ingrés addicional benvingut.

## La Universitat de Cambridge

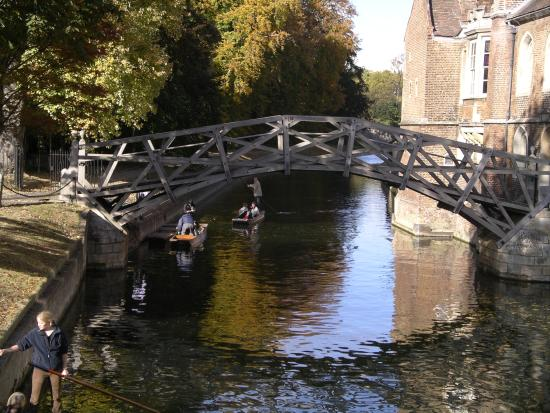
El pont matemàtic sobre el riu Cam. Queens' College.

La Universitat de Cambridge és la segona universitat de parla anglesa més antiga del món, després de la d'Oxford. Segons la llegenda, la Universitat de Cambridge, a Anglaterra, va ser fundada l'any 1209 per acadèmics que van fugir d'Oxford, després d'una baralla amb agents de policia. El rei Enric III d'Anglaterra els hi va concedir el monopoli de l'ensenyament el 1231.
Al costat de la Universitat d'Oxford, la Universitat de Cambridge forma a molts científics, escriptors i polítics de la Gran Bretanya. Ambdues institucions són conegudes conjuntament amb el malnom de Oxbridge i són integrants del Grup d'Universitats Russell i del Grup Coïmbra.
Cambridge és la universitat que acumula el més gran nombre de Premis Nobel entre ex-alumnes i professors, fet que la fa pujar molt alt al rànquing d'universitats.
Molts dels edificis al centre són colleges afiliats a la Universitat de Cambridge, incloent-hi King's College, Cambridge i Magdalene College. Els colleges com Trinity College (Cambridge) i St. John's tenen arrel significativa tant a Cambridge com a fora: Trinity va fundar el Cambridge Science Park i també té propietats al port de Felixstowe; Saint John's és l'amo del Saint John's Innovation Centre, al costat del Science Park, i molts altres edificis del centre de la ciutat.

## Negocis
Cambridge i el seu entorn són a vegades etiquetats com a Silicon Fen (‘aiguamoll de la silicona’), una al·lusió a la Silicon Valley de San Francisco degut a la densitat d'alta tecnologia, negocis i nius de tecnologia que s'hi han desenvolupat en parcs de ciència. Molts d'aquests parcs i edificis són arrendats per a universitats. Tals companyies inclouen Abcam, CSR, ARMI'S) i Sinclair. Microsoft va decidir localitzar les oficines angleses Microsoft Investigation a un parc de tecnologia a Cambridge, separat del campus principal d'UK Microsoft a Reading, Berkshire. Cambridge era també la casa de Pye, que feia ràdios i televisions. Pye es convertia en unes quantes altres empreses com TETRA, fabricant d'equips de ràdio Pye Telecommunications. Un altre negoci és Marshall Aerospace. La xarxa Cambridge Network promou els contactes i la col·laboració entre empreses.

## Demografia
La ciutat de Cambridge té uns 100.000 habitants i té una important població flotant a causa de la universitat. Les principals minories són un 4% d'indostànics i un 2% de xinesos. Durant les vacances, quan els estudiants se'n va'n, la població baixa molt.
Al cens de 2001 uns 89,44% de la població de Cambridge s'identificaven com blanc, el que era comparable a una mitjana nacional de 92,12%. Dins de la universitat, un 84% d'universitaris i un 80% de llicenciats s'identifiquen com blanc.
Cambridge té una proporció molt més alta que la proporció mitjana més alta de gent ben pagada  (un 32,6% contra la mitjana nacional de 23,5%) i un molt menys obrers (un 27,6% contra 40,2%).
| Població històrica a Cambridge      |        |        |        |        |        |        |        |        |         |         |
| Any                                 | 1801   | 1811   | 1821   | 1831   | 1841   | 1851   | 1861   | 1871   | 1881    | 1891    |
| Població                            | 10,087 | 11,108 | 14,142 | 20,917 | 24,453 | 27,815 | 26,361 | 30,078 | 35,363  | 36,983  |
| Any                                 | 1901   | 1911   | 1921   | 1931   | 1951   | 1961   | 1971   | 1981   | 1991    | 2001    |
| Població                            | 38,379 | 40,027 | 59,264 | 66,789 | 81,500 | 95,527 | 99,168 | 87,209 | 107,496 | 108,863 |
| Census: Regional District 1801-1901 |        |        |        |        |        |        |        |        |         |         |